# 2022年冬季オリンピックの開催地選考
2022年冬季オリンピックの開催地選考（2022ねんとうきオリンピックのかいさいちせんこう）では、2022年冬季オリンピックの開催地が選考されるまでの経緯について記述する。
2022年冬季オリンピックの立候補申請は2013年11月14日をもって締め切られた。2015年7月31日にクアラルンプールで開かれた第128次IOC総会において開催都市が北京に決定した。

## 選考過程(申請〜1次選考)
- 立候補の意思がある都市は、国内のオリンピック委員会(NOC)を通じて国際オリンピック委員会(IOC)に立候補申請の書簡を送付する。
- 立候補を申請した都市は「申請都市(APPLICANT CITY)」として、期限までに開催計画の概要を記した申請ファイルをIOCへ提出する。
- IOCのワーキンググループが各都市の開催能力を精査及び評価する。
- ワーキンググループの評価を元に、IOC理事会において1次選考が行われる。
- 2014年7月7日に行われた1次選考で、アルマトイ、北京、オスロの3都市が通過した。
  - アルマトイは全体的に低い評価だった。
  - 北京は隣接する河北省張家口市でスキーなどを実施する計画で、雪不足を指摘された。
  - オスロは会場計画や大会開催実績など14項目の多くで最高の評価だったが、政府支援と開催への支持では最下位だった。

### 立候補申請
2012年10月3日、国際オリンピック委員会(IOC)が各国のオリンピック委員会(NOC)に選考手順の書かれた書簡を送付し、2013年6月6日に立候補申請の受付を開始した。8月17日にカザフスタンのアルマトイが立候補を申請。その後、11月5日に中国の北京とウクライナのリヴィウが、11月6日にノルウェーのオスロ、11月7日にポーランドのクラクフ、11月11日にスウェーデンのストックホルムがそれぞれ立候補を申請した。立候補申請は11月14日に締め切られた。

## 選考過程(1次選考〜開催地決定)
- 1次選考を通過した都市は「立候補都市(CANDIDATE CITY)」となり、期限までに詳細な開催計画を記した立候補ファイルをIOCへ提出する。
- IOCの評価委員会が各都市を順次訪問し、会場予定地などを視察する。
  - 2015年2月
  -  アルマトイ - 国際オリンピック委員会（IOC）評価委員会のジューコフ委員長は18日アルマトイの現地調査を終えて記者会見し、11年冬季アジア大会で使用した既存施設を活用した開催計画に、「壮観な山と素晴らしい会場施設があり、冬季競技への情熱を持っている」と好評価した。IOCの改革に沿ったコスト削減案もスキー会場で打ち出され、「大会を成功させる要件を整えている」と強調した。
  - 3月
  -  北京 - 24日から現地調査が行われる。

- IOCの評価委員会が視察の結果を元に、各都市の評価報告書を作成し、公表する。
- 大会開催7年前に行われるIOC総会において、IOC委員の投票により開催地が決定する。

## 開催地決定投票
| City       | NOC          | 1回目 |
| 北京       | 中国         | 44    |
| アルマトイ | カザフスタン | 40    |

1回目の投票で44票の得票を得た北京が、2022年冬季オリンピックの開催地に決定した。事前には北京圧勝の見方もあったが、結果は4票の僅差での辛勝となった。

## 立候補した都市
- アルマトイ
  - 2013年8月17日にカザフスタンオリンピック委員会がアルマトイの立候補申請を公表した。カザフスタンの旧首都、最大都市であり、経済の中心地である。2011年に冬季アジア大会を首都アスタナと共催し、2017年冬季ユニバーシアードの開催地にも選ばれるなど、冬季競技の国際大会開催を推進している。オリンピック招致に関しては、2014年の冬季五輪開催都市に立候補したものの、一次選考で落選している。
- 北京
  - 2013年11月5日に中国オリンピック委員会が北京の立候補申請を公表した。北京で主に氷上競技を行い、近隣の河北省張家口で雪上競技を行う計画を示している。北京は2008年夏季五輪でも開催都市になったため、史上初めて夏冬両大会でオリンピックの開催地となる予定で[2]、同国初の冬季五輪開催地となる[3][4]。

## その他の都市

### 立候補後に断念した都市
- ストックホルム
  - 2013年11月11日にスウェーデンオリンピック委員会がストックホルムの立候補申請を公表した。ストックホルムは1912年夏季五輪を開催したため、開催地に選ばれれば、史上初の夏冬両大会の開催地となるはずだった。また、馬術のみストックホルムで開催された1956年メルボルンオリンピックを除くと、同国で110年ぶりの五輪開催および初の冬季五輪開催となる。しかし、2014年1月17日にスウェーデンの与党・穏健党は招致から撤退する方針を発表した。ボブスレー・リュージュ・スケルトンの競技施設の建設に多大な費用がかかる上、大会後の用途が少ないことなどを理由に挙げている。
- クラクフ
  - 2013年11月7日にポーランドオリンピック委員会がクラクフの立候補申請を公表した。ポーランドの旧首都である。アルペンスキーのみ、隣接するスロバキアのヤスナで開催する構想を示していた。しかし、2014年5月25日に行われた住民投票で、反対票が全体の7割近くを占めたため、招致から撤退した[5][6][7]。
- リヴィウ
  - 2013年11月5日にウクライナオリンピック委員会がリヴィウの立候補申請を公表した。リヴィウはウクライナ西部にあるリヴィウ州の州庁所在地で、歴史的な文化遺産が数多く残る都市である。しかし、緊迫化する国内情勢を理由に、2014年6月30日に立候補を取りやめると発表した[8]。
- オスロ
  - 2013年11月6日にノルウェーオリンピック・パラリンピック委員会がオスロの立候補申請を公表した。同年9月に住民投票を行い、支持が得られたとして立候補を表明していた。開催地に選ばれれば、1952年オスロオリンピック以来70年ぶり2回目、同国では1994年リレハンメルオリンピック以来28年ぶり3回目の開催となるはずだったが、1次選考後の2014年10月1日に、巨額の開催費用についてノルウェー政府が財政保証を承認しなかったことを理由として、撤退を表明した[9]。

### 立候補の意欲を示していた都市・地域
- チロル州 /  トレンティーノ＝アルト・アディジェ州
- ケベック
- ターコ、クオピオ、ヘルシンキ
- バルセロナ、サラゴサ
- エステルスンド、オーレ
- サクラメント、デンバー、ソルトレイクシティ
- ジュネーブ、ベルン、グラウビュンデン（サンモリッツ/ダボス）
- ミュンヘン
- サラエボ
- ニース
- ブラショヴ、プラホヴァ渓谷